# 小浜広隆
小浜 広隆（おはま ひろたか、慶安5年（1652年） - 宝永2年5月13日（1705年7月3日））は、江戸時代中期の旗本。小浜嘉隆の子。母は牧野信成の娘。通称は孫三郎、民部。兄に小浜直隆（知隆）、弟に小浜良隆（小浜重隆養子）。正室は永井尚政の娘、継室は安部信之の娘。子に亀之助、大久保忠明室（のちに離縁）、小浜行隆。
兄の小浜直隆（知隆）が父より先に21歳で承応3年（1654年）に没し、その子の三之助も万治元年（1658年）に7歳で没したため、嫡男となる。父が寛文4年（1664年）に没すると家督（5000石）を継ぎ寄合に列する。寛文10年（1670年）、領地が海水に浸食され復旧の見込みがないことを言上し、相模国三浦郡、武蔵国秩父郡、安房国北三郡内に1000石加増の上移される。貞享2年（1685年）8月13日、大坂御船手となり、10月26日に領地を摂津国西成郡、東成郡、住吉郡の内に移される。元禄2年12月27日（1690年）、布衣を着ることを許される。元禄11年12月26日（1699年）、時服三領、黄金5枚を賜る。宝永元年（1704年）6月7日に公務を退き、宝永2年（1675年）に54歳で没する。法名は道起。墓所は、東京都文京区駒込の吉祥寺。